# 好人文化
好人文化  (英語：Nice guy) 是1990年代以来在社會發展出來的一種網路文化中的次文化，與戀愛問題、網路文化的去死去死團有關。

## 起源
好人文化起源於女性或男性常以「你真的是個好人，我相信你可以找到比我更好的男生／女生」、「雖然你人真的很好，但我們……」等藉口拒絕对方追求，因此衍生出「好人」的說法，意指「對一位異性付出心力但被拒絕者」，帶有少許反諷意味。
好人用語出現後，圍繞這個名詞逐漸發展成網路文化的次文化。例如在台灣的bbs站出現了「好人」討論版面及好人俱樂部組織，擁有大量版友及成員，許多有類似遭遇女性拒絕經驗的男性，在網路上藉由互相分享個人處境、交流異性或同性交往相關意見、以及互相鼓勵，逐漸產生一種認同感，並產生一些共同用語和想法。隨著好人文化的發展，「好人」逐漸不再限於男性，而泛指對愛情付出卻得不到回報的人，因此女性也加入了「好人」行列。
在西方文化的好人定義，則引用研究資料發現，雖然女性或男性会常说希望男友或丈夫是好人，但當實際選擇時，卻會選擇較有挑戰性的壞男孩型男性作為對象。另有研究指出，這可能是因為好人類的男人常為了不得罪對方，而隱藏自己的性需要，因此讓女性或男性錯覺認為自己不夠吸引力；相反，壞男孩型男性卻能讓他們覺得自己在性方面較吸引。

## 內容
社会通常把見义勇为者和乐于助人者等等都归類为好人，而女子拒絕一名男性的戀愛請求，往往也會稱對方是「好人」，但不適合交往，並不包含良好的品行，這稱為「發好人卡」，也可在朋友間適用。西方社会也有同义的好人文化，调查结果亦显示兩者近似。
- 探討甚麼條件的人容易成為「好人」、以及怎樣的人容易「發好人卡」（發卡，拒絕追求）
- 探討如何才能避免成為「好人」
- 關於一個好人應該如何自處及心理調適
- 抒發「好人」心情的散文、詩句、改編歌詞和bbs動畫
- 各種樣式創意設計的「好人卡」
- 「好人」手勢，即追求方單手比出半個心形手勢，受追求方以大拇指向上手勢回應，表達「你是好人」，潛台詞是「但我不願意和你交往」；好人手勢也是“朋友区”標誌，「朋友區」意為「我只把你放在社交軟件的朋友區裡，而不是可以發展為戀人的分區。」

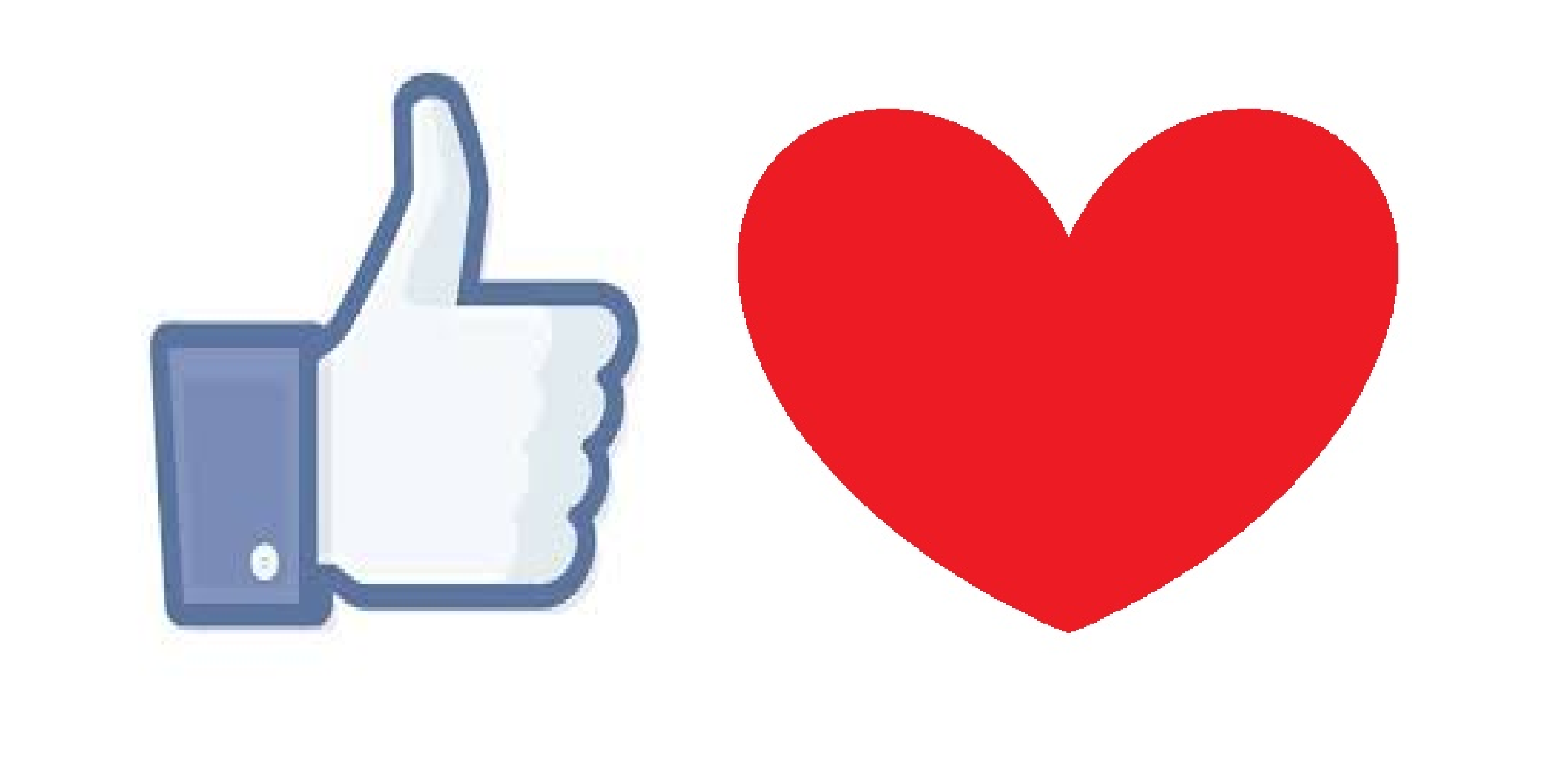
“好人手勢”

### 特殊用語

#### 好人
指付出很多但卻被對方拒絕交往的人。

#### 好人卡／好人牌
獲得「好人卡」，即被人拒絕（“你是个好人，但……”）而「成為」了「好人」。

#### 發卡
用委婉方式拒絕對自己很好的追求者。

## 與兩性關係
好人文化也影響到實際上男女之間的相處，例如一些男性在追求女性時，會擔心對女性太好，而「成為」了「好人」，因此採用較迂迴或有個性的方式來追求女性，逐漸形成社會上各色各樣的兩性交往文化。

## 與流行文化的關係

### 影像
自好人卡一詞出現以來，網絡陸續出現許多各種好人文化的衍生自拍影片，甚至在影視相關科系中，引起一波以好人文化為畢業作品主題的風潮。
網路上的作品，大多數是改編流行歌詞而成的自拍音樂影片（如《好人海》）一般的獨立影像創作者，也有一些以好人為主題的自拍劇情短片；其中較正規的，成為好人偶像劇。

#### 好人偶像劇
好人偶像劇講述大學男生阿宏在被不同對象發好人卡的過程中，仍然持續尋找春天的故事。
主角“好人”阿宏集合了眾多普遍印象中的好人特徵與遭遇於一身，因此很容易認為內容影射觀眾本身或者其身邊某人，但也因此讓許多人特別感到共鳴。片中也呈現了諸如閃光彈，抽學伴，集氣等眾所週知的相關網路次文化用語。
好人偶像劇目前僅有第一集可供線上收看，續集尚未完成拍攝，也無具體推出進度表。
影片中的好人卡不但有實體製品，甚至開放瀏覽，觀眾免費索取。

### 音樂
不少人以「好人文化」這題材寫文章、作曲等等。
香港流行歌手側田的《好人》一曲，就表達了類似上文的無奈。此曲在市場反應不錯，因此再推出另一曲《我不是好人》。
台灣強辯樂團於2007年12月推出專輯，其中一首歌曲《好人卡》也是以此為題材。

### ACG文化
女生口中的「好人」：首先百分之百是「怎樣都好的人」的意思，再好也不過止於「方便好使的人」。

《我的青春戀愛物語果然有問題》

### 營銷
网络上有买卖好人卡、好人衣的商店。

## 延伸閱讀
- Tony Clink. . Citadel Press. 2004-07-01  [2025-04-22]. ISBN 9780806526027.

## 外部連結
- 萌娘百科的好人卡